# Pietro Respighi
Pour les articles homonymes, voir Respighi.
Pietro Respighi (né le 22 septembre 1843 à Bologne, en Émilie-Romagne et mort le 22 mars 1913 à Rome) est un cardinal italien du XIXe siècle et du début du XXe siècle.

## Biographie
Pietro Respighi est nommé évêque de Guastalla en 1891 et est consacré le 20 décembre de la même année par Lucido Maria Parocchi avec comme co-consécrateurs Andrea Aiuti et Augusto Berlucca. Il est promu à l'archidiocèse de Ferrare en 1896.
Le pape Léon XIII le crée cardinal lors du consistoire du 18 juin 1899. Il est Préfet de la Congrégation de la visitation apostolique et de la  Congrégation de la résidence des évêques.  
Le cardinal Respighi renonce à l'administration de l'archidiocèse de Ferrare en 1900.  Il participe au conclave de 1903, lors duquel Pie X est élu pape. Il est camerlingue du Sacré Collège en 1906-1907.
Entre 1903 et 1909, Respighi est le protecteur de l’œuvre des Avocats de Saint-Pierre.

## Succession apostolique
Pietro Respighi a ordonné les évêques suivants :
- Évêque Giovanni Oberti (it), Sch. P. (1901)
- Évêque Federico de Martino (1902)
- Évêque Antonio di Tommaso (es) (1902)
- Évêque Salvatore Fratocchi (1903)
- Archevêque Prospero Scaccia (fi) (1903)
- Évêque Francesco Maria Traina (it) (1903)
- Cardinal Vittorio Amedeo Ranuzzi de' Bianchi (1903)
- Archevêque Vinko Pulišić (en) (1904)
- Archevêque Luigi Morando, C.S.S. (1906)
- Évêque Camillo Tiberio (it) (1906)
- Cardinal Pietro La Fontaine (1906)
- Cardinal Giulio Serafini (1907)
- Évêque Roko Franjo Vučić (hu) (1907)
- Évêque Luigi Ermini (1909)
- Archevêque Americo Bevilacqua (1909)
- Évêque Agostino Laera (it) (1910)
- Archevêque Raffaele Santi (1912)

## Sources
- Fiche du cardinal Pietro Respighi sur le site fiu.edu